# 降誕劇

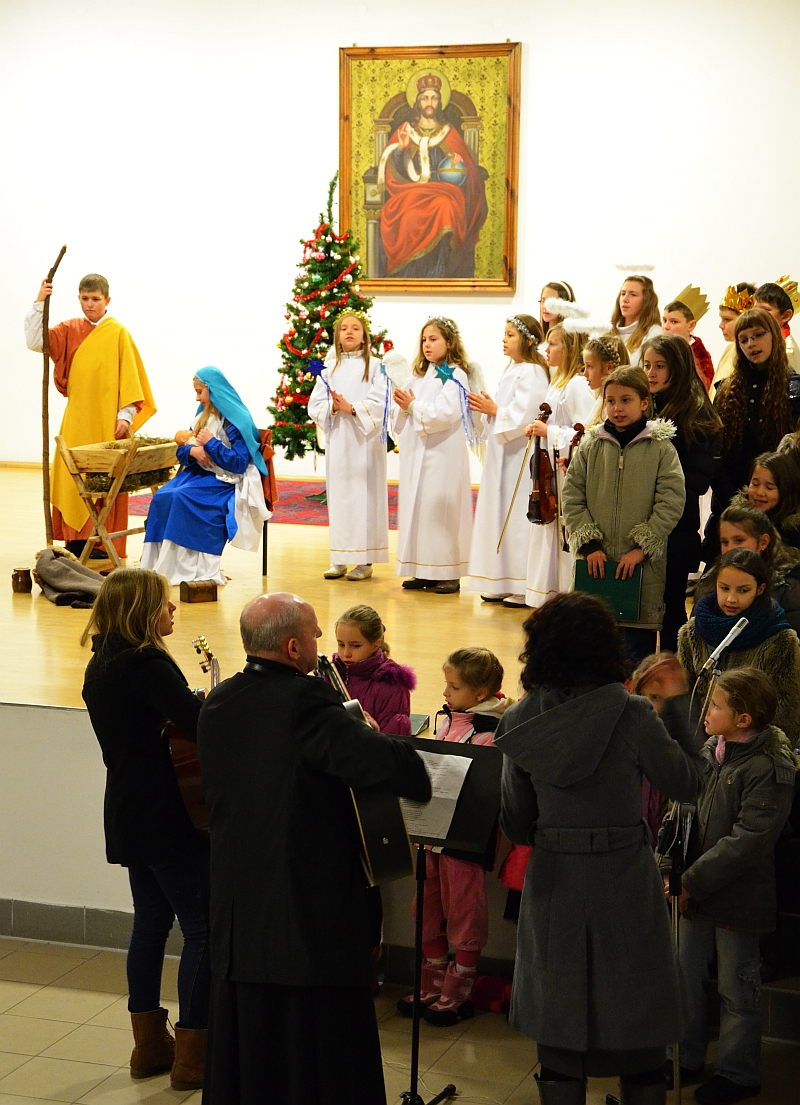
児童によって演じられる降誕劇（2013年） ポーランド、サノク

降誕劇（こうたんげき、英: Nativity play）、またはクリスマス・ページェント（英: Christmas pageant）は、キリストの降誕の一連の物語について演じる宗教劇で、キリスト教劇のひとつ。通例、キリストの誕生祭であるクリスマスに上演される。

## 典礼において
エゴン・ヴェレスは、彼が、（7世紀のソフロニオスに由来する）ビザンチン典礼においてクリスマスの奉神礼で歌われる、トロパリオン（讃詞）聖歌について論じた際に、「Nativity Drama」という用語を用いた。ゴールドスタインは、「Drama」（劇）という語は誤解を招くものであると主張した上で、トロパリオンは劇というよりもオラトリオというべきものであり、ソフロニオスの形式は、後代にみられるような明確に劇的になる形式に先駆けるものではない、と論じている。
アッシジのフランチェスコは、1223年のクリスマス・イブにグレッチョで、ジョバンニ・ヴェリタによって制作された実物大の降誕場面の前で、生きた動物とともに深夜ミサを執り行った。これをもって史上初の生誕劇とされることも多い。しかし、キリスト教の礼拝では、中世の神秘劇がはじまって以来より儀礼的な生誕劇が演じられてきた。
48演目から成るヨーク・サイクルのうち、第12から第19までのパジェントは、キリストの生誕について扱っている。しかしながら、中世の降誕劇のうちでもっとも著名なものは、タウンリー劇（またはウェイクフィールド・サイクルとも）の『第二羊飼い劇』である。
近代のドイツでは、クリスマス・イブに行われる奉仕、ヴァイナハテンのうち、子供向けの礼拝、ヴァイナハト・グシヒタ（Weihnachtsgeschichte）があり、クリッペン・シュピール（Krippenspiel、飼い葉桶劇）が演じられる。
また、ドイツではエアラウ脚本集やオーバーウーファー村伝承の演劇が今に伝えられている。

## 民間において
イスパノアメリカでは、パストレーラス（pastorelas、羊飼い劇）と呼ばれる劇が、多くの地域社会で演じられている。パストレーラスはスペイン植民地時代に持ち込まれたが、旧宗主国のスペインではもはや一般的ではない。これらの劇では、「羊飼いたちの訪問」を扱うだけでなく、外典を含めた聖書に登場するできごとや先住民の信仰、地域的な特色、アナクロ（意図的な時代錯誤）、風刺、道化が織り込まれている。また、各地域のパストレーラスは独自進化を遂げ、それぞれの異彩を放っている。
ベルギーでは、クリスマスまで数週にわたって、降誕人形劇が子供とその両親を観客として演じられる。これらの劇では、キリストの誕生後におこった「幼児虐殺」を扱うことが多い。人類学者のジョアン・グロスは、ベルギーの降誕人形劇でこのエピソードが付け加えられたのは、レオポルド2世の私領、コンゴ自由国で入植者たちが原住民に対して行なった残虐行為への、19世紀末の隠微な抗議に端を発するものとしている。
オーストラリア、クイーンズランド州のタウンズビルでは、海沿いの公園で、降誕劇祭のステイブル・オン・ザ・ストランドが毎年開催されている。
アメリカ合衆国でも降誕劇は盛んである。多くの大規模な教会では降誕劇が演じられ、地域のコミュニティによって親しまれている。一例として、プレストンウッド・バプティスト教会がテキサス州プレイノにあるメインキャンパスで毎年上演する「ギフト・オブ・クリスマス」がある。
中東欧、とりわけポーランドとハンガリーでも、降誕劇はさかんに演じられている。

## 学校において

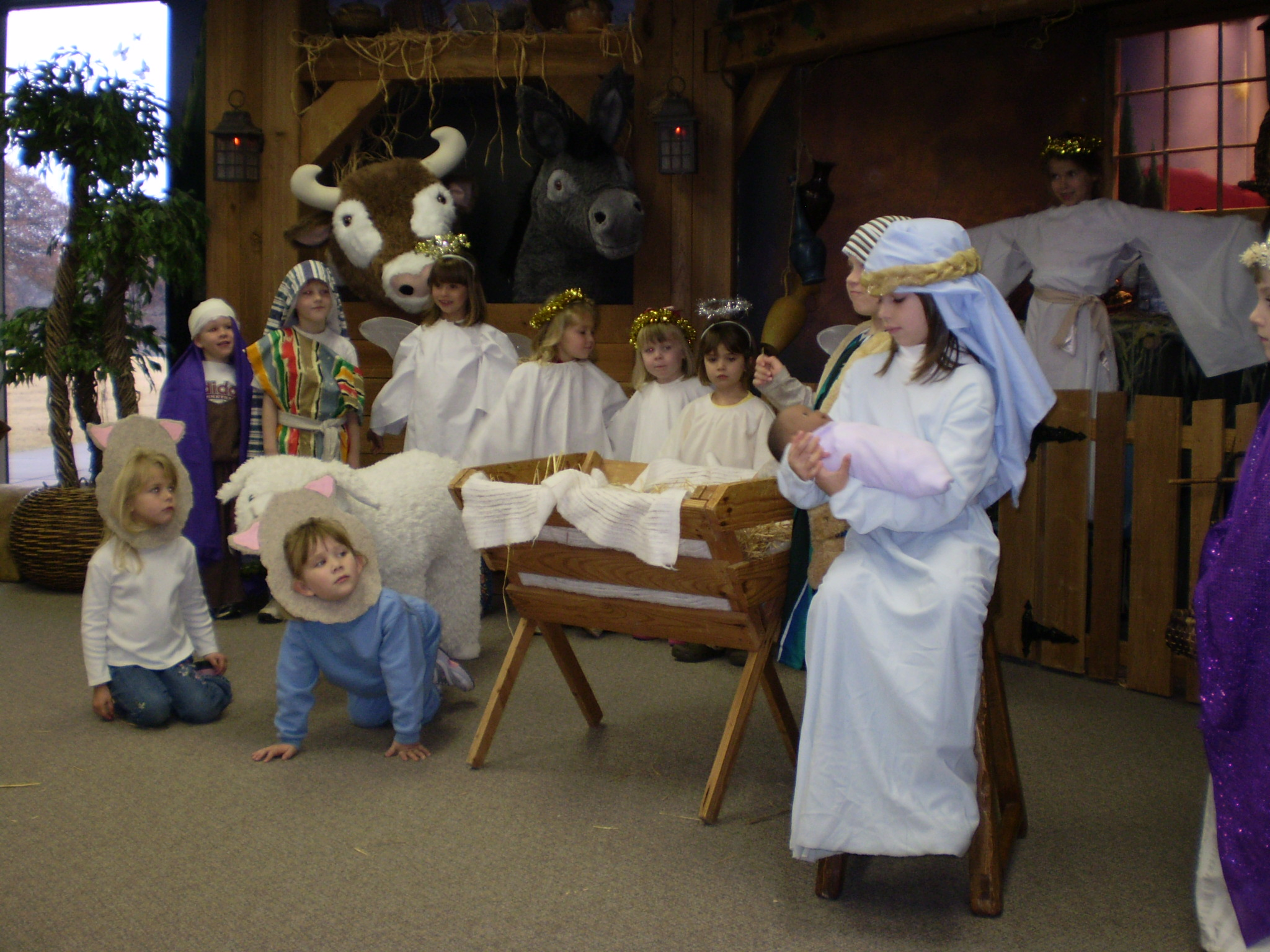
児童らによる降誕劇　アメリカ合衆国、オクラホマ州

キリスト教系をはじめとした多くの小学校や、教会学校では、クリスマス休暇が始まる前に降誕劇が上演される。これらの学校における降誕劇は、児童ら人間や天使、動物または小道具の衣装に身を包んだ児童たちによって演じられる。嬰児であるキリストは人形によって表されることが多いが、まれに本物の赤ん坊によって演じられる。児童の両親や祖父母、親戚、教師、教会コミュニティが観客となる。
イギリスの公立小学校では、キリスト教以外の信仰をもつ生徒を包摂する必要性から、より世俗的な劇が求められるようになってきている。このことは、公立小学校における降誕劇の衰退をもたらした。しかしながら、2012年の調査では、公立小学校のうちの20％が伝統的なキリスト降誕劇の上演を計画し、さらに50％が新しい音楽や登場人物を加えて新しくしたクリスマスの劇を上演する意向を持っていることがわかった。

## 文学において
近代文学においては、ローレンス・ハウスマン（Bethlehem 1902年、1919年頃ジョセフ・ムーラットによりミュージカルとして舞台化）、ルシアン・リーデル（Polish Bethlehem　1904年）、シセリー・ハミルトン(The Child in Flanders: A Nativity Play　1922年)、ドロシー・L・セイヤーズ（He That Should Come　1938年）、アントニー・ブラウン(David and the Donkey　1966年)などが降誕劇を書いた。
ジャン＝ポール・サルトルの最初の戯曲、『バリオナ、あるいは雷の子』は、ドイツの捕虜収容所に収容された捕虜によって1940年のクリスマスイブに演じられた。サルトルは本作におけるキリストをローマ支配へのユダヤ人の抵抗のひとつとして捉えており、また、これらをそれぞのメタファーとして描いた。